# 루카스 베리발
루카스 에리크 홀게르 베리발(스웨덴어: Lucas Erik Holger Bergvall, 2006년 2월 2일 ~ )는 스웨덴의 축구 선수이다. 그의 포지션은 미드필더로, 현재 프리미어리그의 토트넘 홋스퍼에서 활약하고 있다. 그는 스웨덴 최고의 축구 유망주 중 한 명으로 꼽힌다.

## 클럽 경력
2022년 7월 9일, 베리발은 1-1로 비긴 외리뤼테 IS와의 경기에서 IF 브롬마포이카르나 소속으로 수페레탄 데뷔전을 치렀다. 2022년 10월 4일, 그는 외스테르스 IF와의 경기에서 데뷔골을 기록했다.
2022년 12월 9일, 베리발은 유르고르덴에 이적하였고, 2023년 5월 24일, 디펜딩 챔피언 BK 헤켄과의 알스벤스칸 경기에서 선발 출장하며 새로운 소속팀 데뷔전을 치렀다. 유르고르덴의 1-0 승리에 크게 기여한 베리발의 활약에 스웨덴 신문 아프톤블라데트은 베리발을 '맨 오브 더 매치'로 선정하며 "유르고르덴의 역대 최고 이적료 기록자"가 될 것이라고 전망했다. 2023년 10월 11일, 그는 영국 신문 가디언지에 의해 2006년에 태어난 최고의 유망주 선수들 중 한 명으로 선정되었다.
2023년 12월, 유르고르덴의 단장 보 안데르손은 바르셀로나와 베리발의 파랑 클라르 군단으로의 이적 가능성에 대해 구단과 협상을 시작했다고 발표했다.

## 국가대표팀 경력
베리발은 스웨덴 U-15, U-16 대표팀에서 활약했다.

## 사생활
그의 형 테오 베리발 또한 유르고르덴 IF에서 뛰고 있는 축구 선수이다.

## 수상 내역
IF 브롬마포이카르나
- 에탄 노라: 2021
- 수페레탄: 2022

 토트넘 홋스퍼
- UEFA 유로파리그 : 2024-25][12]